# Aying
Aying est une commune allemande, située en Bavière, dans l'arrondissement de Munich.

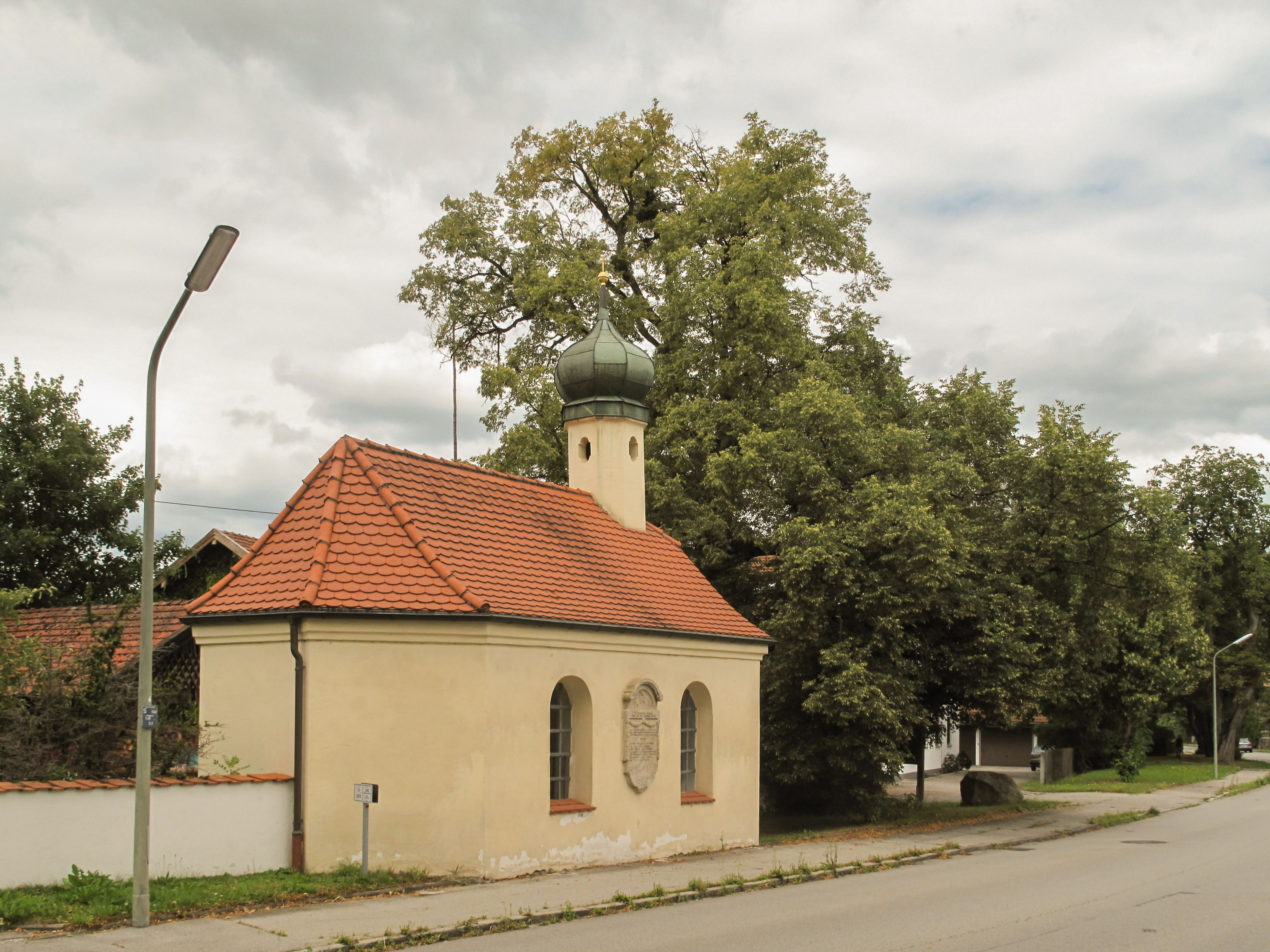
Dürrnhaar, chapelle.